# Zaid Abdul-Aziz
Pour les articles homonymes, voir Don Smith et Smith.
Zaid Abdul-Aziz, né Donald A. Smith le 7 avril 1946 à Brooklyn, New York, est un joueur de basket-ball américain. Mesurant 2,05 mètres, et formé à l'université d'État de l'Iowa il a joué 10 saisons en tant que professionnel, dans 6 équipes différentes, en tant qu'ailier fort, de 1968 à 1978.